# Бегжанов, Рахим Бегжанович
Рахим Бегжанович (Бекжанович, Бекжонович) Бегжанов (Бекжанов, Бекжонов) (05.03.1930 — 24.02.2000) — советский и узбекистанский учёный в области ядерной физики, лауреат Государственной премии им . А . Р . Беруни, заслуженный деятель науки Узбекистана, академик АН РУз.

## Биография
Родился в Чимкенте. Окончил физико-математический факультет Среднеазиатского государственного университета (1953).
В марте 1954 г. зачислен аспирантом Физико-технического института АН Узбекистана с прикомандированием в Физический институт им. П. Н. Лебедева АН СССР (Москва).
После защиты кандидатской диссертации (1958) работал в Институте теоретической физики АН Узбекской ССР.
С 1967 года доктор физико-математических наук. Диссертация:
- Исследования по электромагнитным переходам в ядрах : диссертация … доктора физико-математических наук : 01.00.00. — Ташкент, 1967. — 616 с. : ил.

В 1968 году утверждён в звании профессора и избран членом — корреспондентом АН Узбекской ССР.
С 1989 года действительный член Академии наук Республики Узбекистан.
Сфера научных интересов — комплексное экспериментальное изучение свойств возбужденных состояний ядер и теоретические исследования в области современных модельных представлений о строении ядра.
Сочинения:
- Во Вселенной Эйнштейна / Р. Бегжанов. — Ташкент: Фан, 1986. — 67,[1] с. : ил.; 20 см.
- Кориолисово взаимодействие в атомных ядрах [Текст]. — Ташкент : Фан, 1979. — 194 с. : ил.; 21 см.
- Курс элементарной ядерной физики : Учеб. пособие для физ. и физ.-мат. фак. вузов / Р. Б. Бегжанов. — Ташкент : Укитувчи, 1982. — 342 с.; 22 см.
- Краткий русско-узбекский словарь по физике / Р. Бегжанов, Ахмаджанов. — Ташкент : Фан, 1984. — 199 с.; 17 см.
- Ядерные реакции / Р. Бегжанов, Р. Караев. — Ташкент : Фан, 1981. — 86 с. : черт.; 20 см.
- Раскрывая тайны атомов… / Р. Бегжанов, К. Тешабаев. — Ташкент : Узбекистан, 1983. — 120 с. : ил.; 17 см.
- Гамма-спектроскопия атомных ядер / Р. Б. Бегжанов, В. М. Беленький. — Ташкент : Фан, 1980. — 471 с.; 22 см.
- Ядерная физика в задачах и примерах : Учеб. пособие для физ. спец. вузов / Р. Б. Бегжанов, В. М. Беленький. — Ташкент : Укитувчи, 1988. — 383 с. : ил.; 21 см; ISBN 5-645-00252-0
- От атома до Вселенной / Р. Бекжанов, Д. Гаффаров. — Ташкент : Мехнат, 1990. — 143,[1] с. : ил.; 20 см; ISBN 5-8244-0367-8
- Структура деформированных атомных ядер / Р. Б. Бегжанов, В. М. Беленький, В. Г. Дубро. — М. : Энергоатомиздат, 1983. — 191 с.; 22 см.
- Приведение вероятности электрических квадрупольных переходов в четно-четных деформированных атомных ядрах [Текст] / Р. Б. Бегжанов, В. М. Беленький, С. Л. Раковицкий. — Киев : [б. и.], 1968. — 74 с. : граф.; 22 см. — (Издания/ АН УССР. Ин-т теорет. физики; ИТФ-68-7).
- Вероятности электромагнитных переходов в нечетных деформированных ядрах области актинидов [Текст] / Р. Б. Бегжанов, В. М. Беленький ; АН УзССР. Ин-т ядерной физики. — Ташкент : Фан, 1970. — 73 с.; 20 см.
- Временная спектроскопия атомных ядер [Текст] / Р. Б. Бегжанов, Ф. С. Акилов ; АН УзССР. Ин-т ядерной физики. — Ташкент : Фан, 1972. — 319 с. : черт.; 22 см.
- Русско-узбекский терминологический словарь по физике : Ок. 20000 слов / Р. Б. Бекжонов, Ш. М. Камалходжаев, Х. Ризаев. — Ташкент : Укитувчи, 1991. — 296 с.; 21 см; ISBN 5-645-00913-4
- Численные значения приведенных вероятностей электромагнитных переходов на основе модели Нильссона [Текст] / Р. Б. Бегжанов, В. М. Беленький, Р. Х. Сафаров ; Акад. наук УзССР. Ин-т ядерной физики. — Ташкент : Фан, 1967. — 131 с.; 20 см.

Автор первых учебников по ядерной физике на узбекском языке.